# Дімітрі фром Періс
Дімітрі фром Періс (англ. Dimitri from Paris, справжнє ім'я — Дімітрі Єрасімос, Dimitri Yerasimos) — французький музикант, продюсер та ді-джей грецького походження. Хоча має псевдо Дімітрі з Парижу, насправді народився 1963 року у Стамбулі, Туреччина.

## Кар'єра радіоведучого
Починав кар'єру у 1986 році як ді-джей на французькому радіо. Вперше вийшов в ефір на FM-радіостанції «Радіо 7». Але досить швидко перейшов на станцію Skyrock, і нарешті з 1987 року почав працювати на одній з найбільших радіомереж Франції — NRJ. Там він започаткував і постійно вів до 1995 року першу програму про хаус-музику на французькому радіо.

## Кар'єра ді-джея
Поступово став одним із лідерів французької танцювальної музики. Його мікси стали досить популярними, а репутація дозволила працювати з відомими кутюр'є на показах мод. Композиції Дімітрія звучать як музичний супровід дефілє будинків моди Шанель, Жан-Поль Гатьє, Ів-Сен Лоран, Гермес.
Також у цей час випускає перші збірники своїх міксів на вінілових платівках. У 1993–1994 створений за участю Дімітрі лейбл Yellow Productions випускає подвійну платівку під назвою 'La Yellow 357'. Як автор ще значиться просто ім'я Дімітрі. Також випускає сотні реміксів на композиції відомих виконавців, серед яких Björk, the Brand New Heavies, New Order, James Brown та Etienne Daho.

## Офіційні релізи
Дебютний самостійний альбом, автором якого значиться Дімітрі фром Періс, побачив світ 11 червня 1996 року. У цей час на лейблі Yellow Productions виходить платівка ''Sacrebleu''. Дивовижний мікс різнобарвних за настроєм та темпом композицій знайшов свого слухача. Дімітрі делікатно переходить від джазу та соулу до самби, босса-нови і хіп-хопу і все це заправляє соусом хаус-ритмів і звуків. Sacrebleu розійшовся трьохсоттисячним тиражем по всьому світу і був названий журналом Mixmag Альбомом року у Франції. І це при тому, що 90 % примірників було продано у США, Великій Британії та Японії.
Після успіху сольного релізу у 1997 році виходить міксова компіляція під назвою ''Monsieur Dimitri's De-Luxe House of Funk''. Ця збірка не входить до офіційної дискографії музиканта, але закріплює його статус інтелектуала від електронної музики.
Другий студійний альбом ''A Night at the Playboy Mansion'' (2000) продовжує обраний напрямок розвитку. Це збірка перероблених та реміксованих Дімітрієм композицій інших виконавців. Тепер до клубного коктейлю домішується диско. Ритм стає більш швидким і танцювальним.
Третій (''Disco Forever'' — 2000) і четвертий альбоми (''My Salsoul'' — 2001) віддають данину любові музиканта до стилю диско. У цей час диско-хаус заполонив більшість клубів Європи.
П'ятий подвійний реліз ''After the Playboy Mansion'' (2002) складається з двох різних за темпом частин. Перший диск складається з нешвидкої музики для прослуховування в чіл-аутах, другий — танцювальний.
Платівка ''Cruising Attitude'' (2003) — фактично друга робота Дімітрі, де він виступає як повноцінний автор музики у більшості композицій. За стилем і концепцією альбом схожий на перший реліз музиканта — Sacrebleu. Він повторив і навіть перевершив успіх попередніх робіт. Спочатку альбом було видано у Японії, де на основі його музики було створено манга-серіал Tsukuyomi -Moon Phase. Після цього, співпраця артиста з японськими аніматорами продовжилася. Меломани можуть познайомитися з роботою Дімітрія в компіляціях Neko Mimi Mode (2004), TV Tokyo Animation Tsukuyomi-Moon Phase- Best Collection «Zenbu, Kikitakunacchatta…» (2005).
2004 року виходить сьомий студійний альбом Дімітрі фром Періс — потрійний In the House. Це типовий диско-хаус проект витриманий в естетиці створеної попередніми роботами музиканта. Реліз став дуже популярним.
У 2006 Дімітрі подарував своїм шанувальникам ще одну збірку міксів — подвійний альбом ''In the House of Love''. Усі пісні присвячені темі кохання та любові.
Про офіційні релізи Дімітрі фром Періс на території України нічого не відомо.

## Дискографія

### Альбоми
- Sacrebleu, 1996
- A Night at the Playboy Mansion, 2000
- Disco Forever, 2000
- My Salsoul, 2001
- After the Playboy Mansion, 2002
- Cruising Attitude, 2003
- In the House, 2004
- In the House of Love, 2006
- Super Disco Friends, 2006